# Bernardia micrantha
Bernardia micrantha är en törelväxtart som beskrevs av Ferdinand Albin Pax och Käthe Hoffmann. Bernardia micrantha ingår i släktet Bernardia och familjen törelväxter. Inga underarter finns listade i Catalogue of Life.